# Acer (planta)
Acer es un género de la familia de las sapindáceas, conocidos generalmente como arces, con unas 160 especies aceptadas de las casi 700 descritas. También están aceptados unos 80 taxones infraespecíficos de los más de 1250 descritos.

## Descripción
Los arces son fácilmente distinguibles por sus hojas, normalmente, aunque también se dan las, pinnadas compuestas, pinnadas avetadas y sin lóbulos. Las flores son regulares, pentámeras, y surgen en racimos, corimbos o umbelas. Sus distintivos frutos nacen en parejas unidas, llamados sámaras, que, al desprenderse, van girando movidos por el viento esparciendo las semillas (provistas de dos "alas") a considerable distancia, por lo que suelen conocerse como «árboles de helicópteros».
Las hojas de la mayor parte de las especies son palmeadas, venadas y lobuladas, con 3 a 9 venas cada una orientada hacia un lóbulo, uno de los cuales es el central. Varias especies son trifoliadas: Acer griseum, Acer mandshuricum, Acer maximowiczianum y Acer triflorum. Acer negundo tiene hojas pinnadas compuestas, que pueden ser simplemente trifoliadas o con 5 a 7 (raramente 9) hojillas. Acer carpinifolium tiene hojas simples pinnadas y venosas que recuerdan las de los carpes.
Los arces florecen a finales de invierno o principios de la primavera, en la mayoría de las especies a la vez que aparecen las hojas o justo después, en algunas incluso antes de estas. Las flores son pequeñas e inconspicuas, poseen cinco sépalos, cinco pétalos de entre 1 a 6 mm de largo, doce estambres de entre 6 a 10 mm dispuestos en dos anillos de seis cada uno y dos pistilos o un pistilo y dos estilos. El ovario es súpero y con dos carpelos, cuyas alas prolongan las flores, facilitando el reconocimiento de las femeninas. Al cabo de entre unas semanas a seis meses de floración, los árboles producen un gran número de semillas.
Los especímenes de este género son una importante fuente de polen y néctar a principios de primavera para las abejas, en particular las abejas melíferas y un recurso alimenticio para las larvas de varias especies de lepidópteros.

## Etimología
Procede del latín ǎcěr, -ĕris (afilado), referido a las puntas características de las hojas o a la dureza de la madera que, supuestamente, se utilizaría para fabricar lanzas. Ya citado, entre otros, en Plinio el Viejo, 16, XXVI/XXVII, refiriéndose a unas cuantas especies de Arce.

## Usos y simbolismo

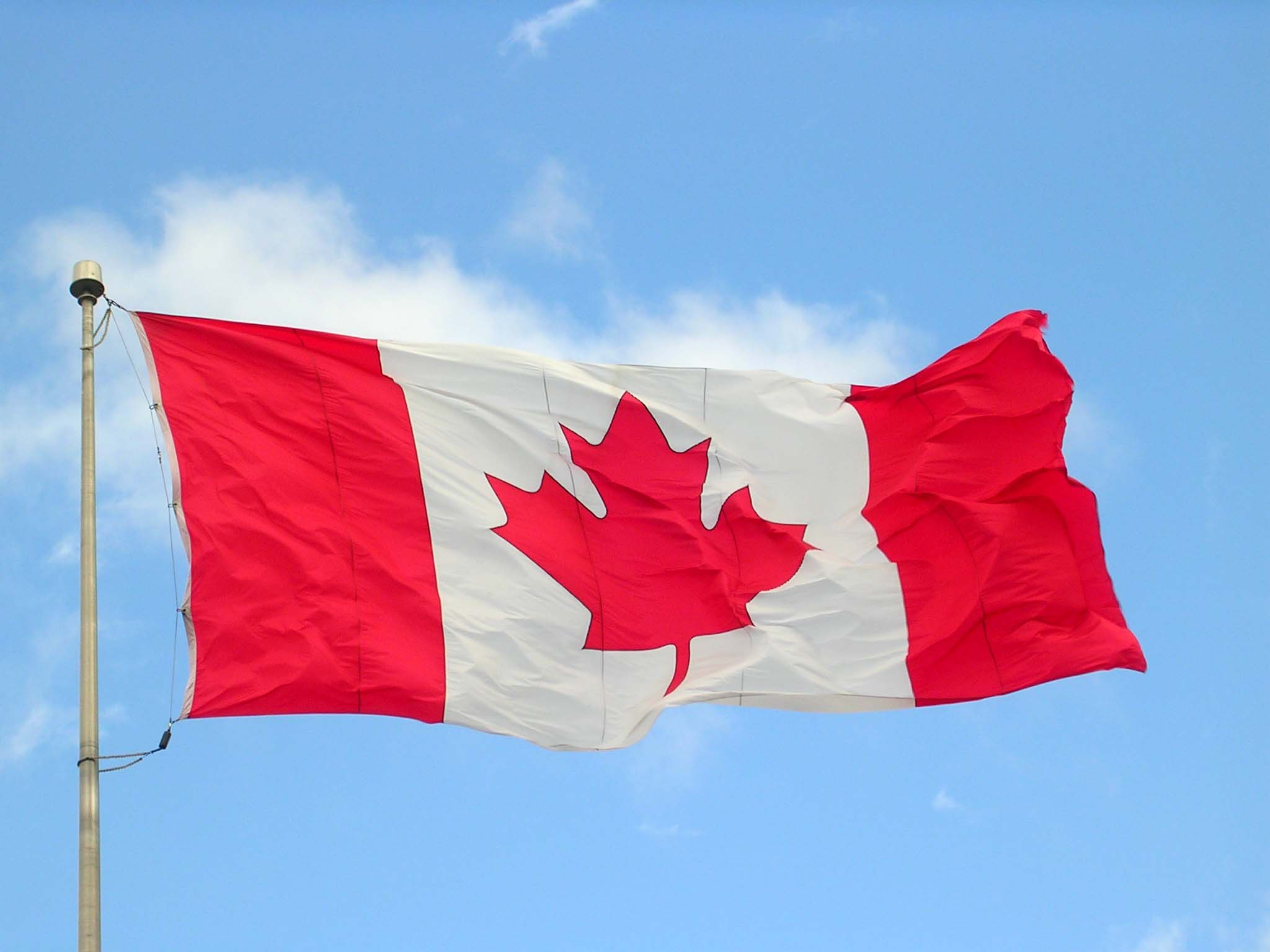
La bandera canadiense lleva una hoja estilizada de arce

Los arces son muy cultivados como ornamentales, para elaborar jarabes y como madera de construcción. Algunas especies presentan un colorido follaje otoñal.
El Acer saccharum es utilizado para la extracción de la savia, que tras ser hervida produce el jarabe de arce, con el que se hacen caramelos. Quebec es el mayor productor de productos obtenidos de la savia de arce.
Su madera es la utilizada en la fabricación de los bates de béisbol aprobados por la MLB y diversas ligas de béisbol del mundo, así como en la elaboración de instrumentos musicales; su alta densidad y propiedades sonoras la hacen favorita para dicho uso.
La hoja de arce es un destacado símbolo nacional en Canadá y está representada en su bandera.

## Especies representativas

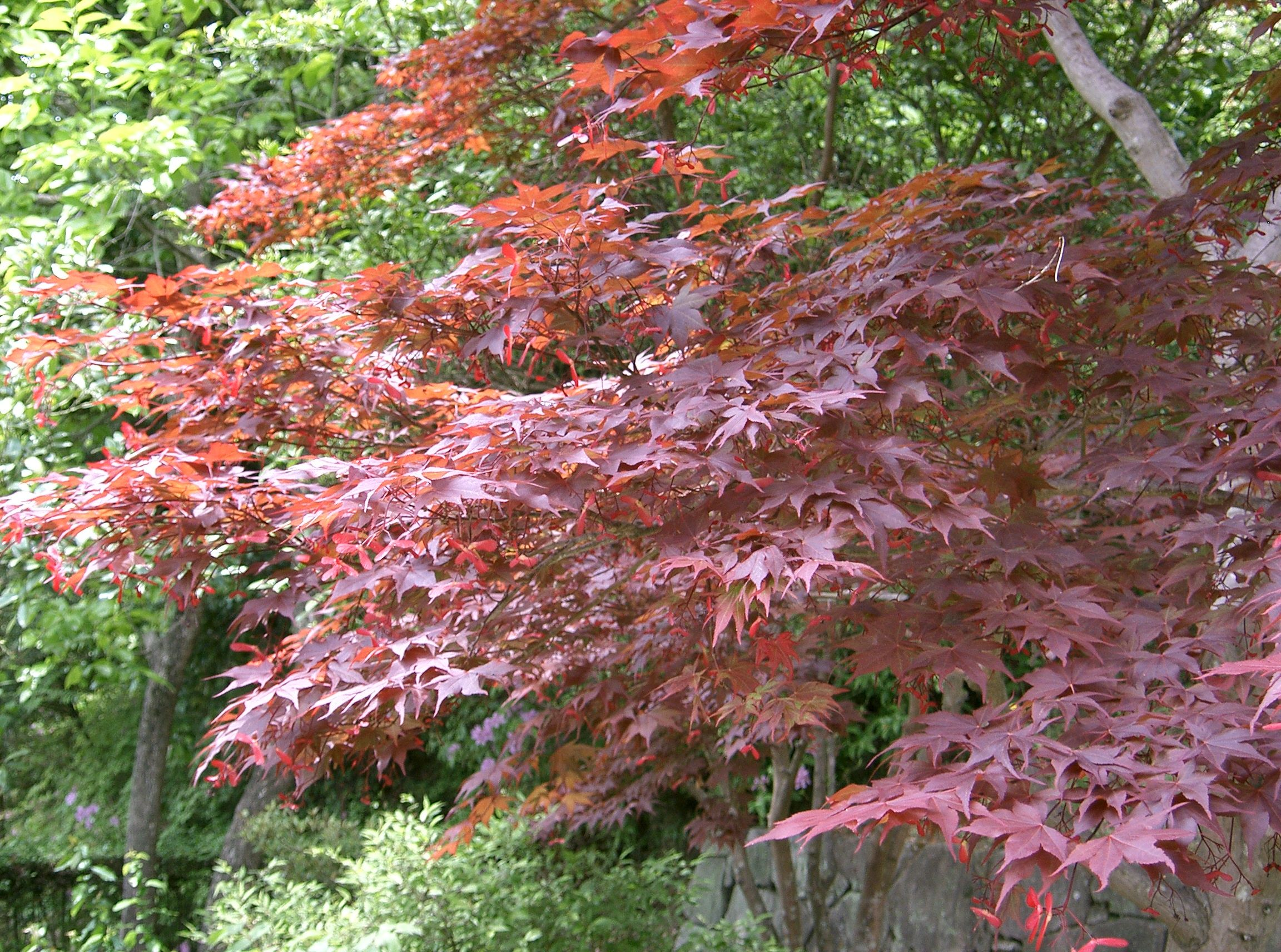
Acer palmatum var. amoenum cv. 'Sanguineum'.

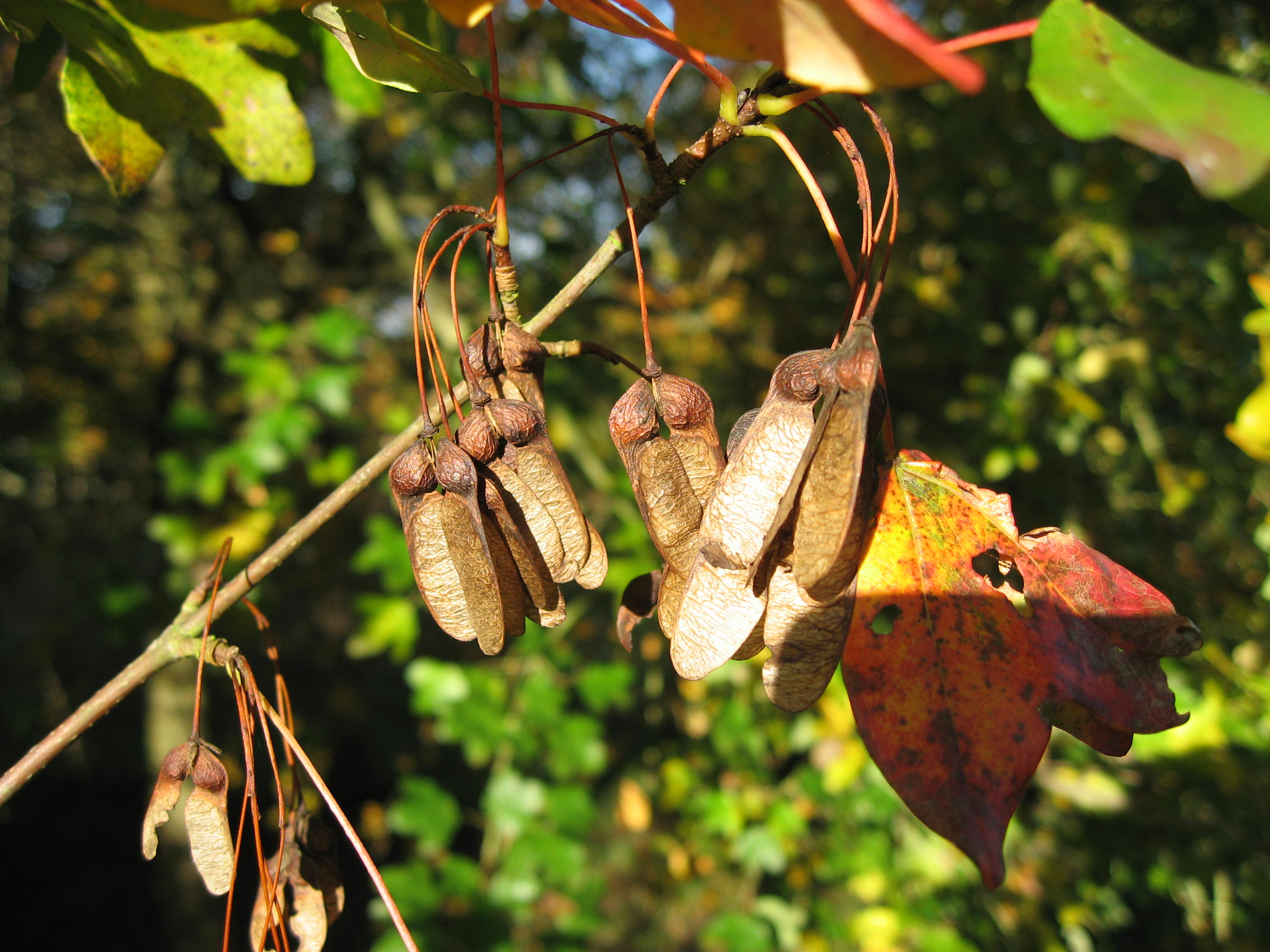
Detalle de una rama de Acer monspessulanum con frutos (sámaras) maduros in situ.

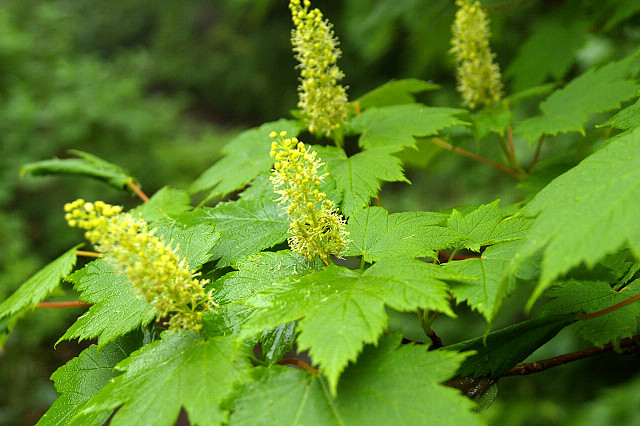
Acer ukurunduense.

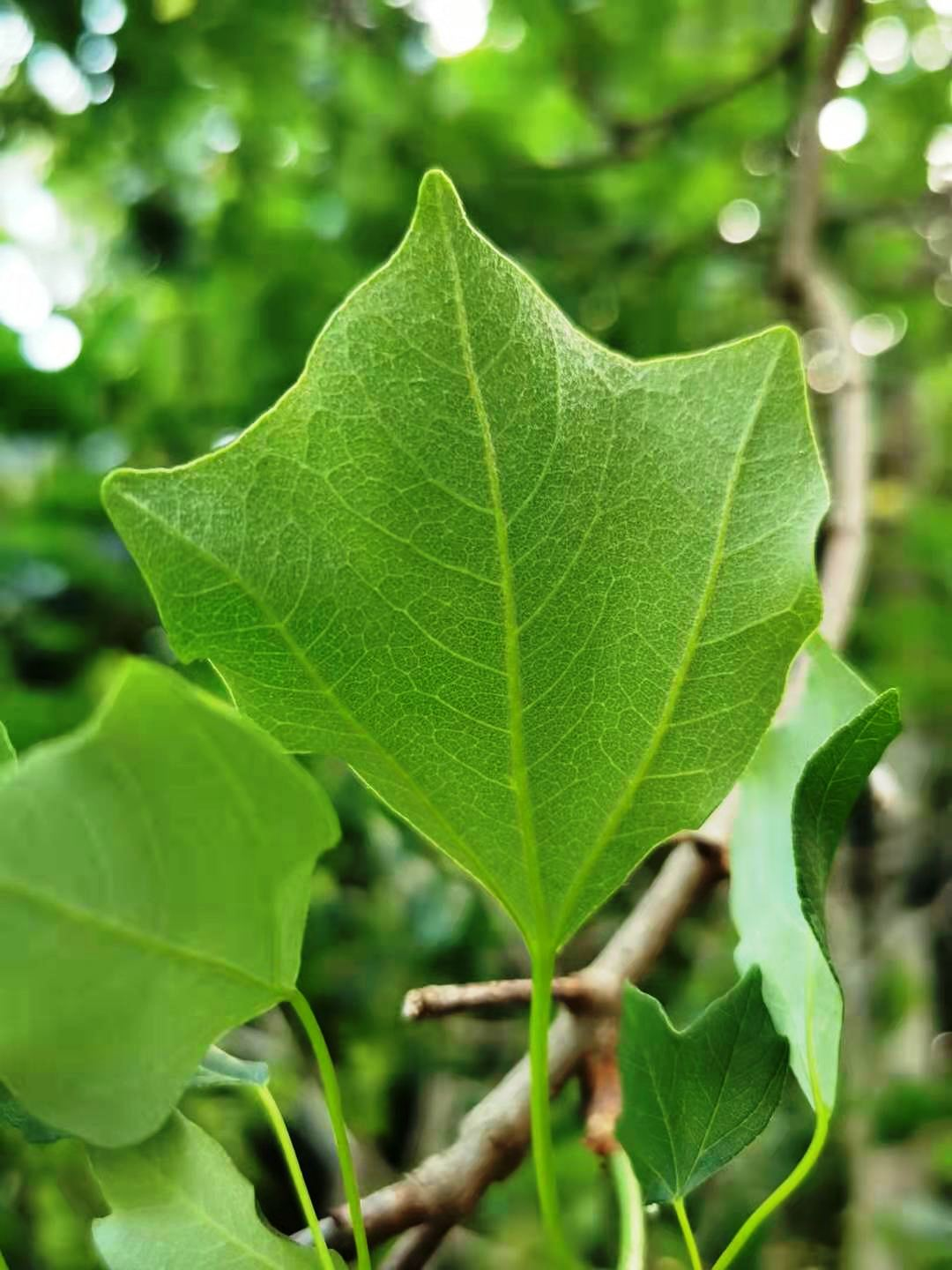
Acer buergerianum var. formosanum.

- Acer barbatum Michx. – Arce de Florida o arce del sur azucarado[3]
- Acer buergerianum Miq. – Arce tridente
- Acer cappadocicum Gled. - Arce de Capadocia
- Acer campestre L. - Arce menor, arce campestre
- Acer circinatum Pursh - Arce enredadera
- Acer cissifolium (Siebold & Zucc.) K.Koch - Arce de hoja de parra
- Acer davidii Franch. - Arce del padre David
- Acer ginnala Maxim. - Arce de Manchuria, arce del Amur
- Acer griseum Franch. Pax- Arce de papel
- Acer heldreichii Orph. ex Boiss. – Arce de Heldreich
- Acer japonicum Thunb.- Arce "luna llena"
  - Acer japonicum aureum - Arce dorado del Japón
- Acer macrophyllum Pursh- Arce de hoja grande, arce de Oregón
- Acer micranthum Siebold & Zucc.
- Acer monspessulanum L. - Arce de Montpellier, arce menor, escarrón
- Acer negundo L.- Arce americano, arce de hoja de fresno, arce negundo, bordo, negundo
- Acer opalus Miller - Acirón, asar
- Acer palmatum Raf.- Arce palmado japonés
  - var. atropurpureum - follaje púrpura/escarlata en verano
  - var. dissectum - arbustivo, aspecto de helecho
  - var. dissectum atropurpureum - follaje púrpura (muy parecido al anterior)
  - var. heptalobum - crecimiento horizontal
  - var. senkaki - follaje de color coral
- Acer pensylvanicum L. - Arce de Pensilvania
- Acer platanoides L. - Arce real, Arce de Noruega, Arce noruego, Arce aplatanado[4]
- Acer pseudoplatanus L. - Arce blanco,[4] arce plátano falso, Arce-sicómoro o falso plátano
- Acer rubrum L. - Arce de Virginia,[4] arce rojo
  - var. variegatum - hojas jaspeadas de blanco
  - var. auratum - tonos dorados
  - var. violaceum - corteza verde azulada
  - var. crispum - hojas rizadas
- Acer saccharinum L. - Arce de azúcar,[4] arce del Canadá[4] arce plateado, arce sacarino[4]
- Acer saccharum Marshall - Arce azucarero, Arce del azúcar
  - subsp. grandidentatum
  - subsp. floridanum
  - subsp. skutchii
- Acer tataricum L. - Arce de Tartaria[4]

En España, solo unas pocas especies:
- Acer campestre L. - Arce, arce menor, moscón - Tercio norte de España.
- Acer granatense Boiss. - Arce, arce de España - Costa mediterránea.
- Acer monspessulanum L. - Arce, arce de Montpellier - Toda España.
- Acer negundo L. - Arce de hojas de fresno - Muy disperso en todo el territorio.
- Acer opalus Mill. - Acirón - Pirineos y costa mediterránea.
- Acer platanoides L. - Arce real - Poco abundante: Pirineos, costa catalana y puntualmente en el interior y Asturias.
- Acer pseudoplatanus L. - Falso plátano, arce blanco - Norte y unas citaciones puntuales